# 瓦列里·瓦西里耶维奇·卢宁
瓦列里·瓦西里耶维奇·卢宁（俄语：Валерий Васильевич Лунин，1940年1月31日—2020年3月9日），俄罗斯化学家，俄罗斯科学院院士。

## 生平
1940年1月31日生于奥廖尔州。1967年毕业于莫斯科国立大学化学系，留校任教，曾任化学系主任（1992年－2018年）、物理化学教研室主任、气体电化学与催化实验室主任等职。1982年获全博士学位。1987年晋升教授。主要从事多相催化和表面物理化学的教学与研究工作，为可回收废气催化剂和臭氧技术处理污水等技术开发奠定了理论基础。
2020年3月9日在莫斯科逝世，终年80岁。

## 荣誉
1991年当选苏联科学院通讯院士，2000年当选俄罗斯科学院化学与材料学部院士。